# Sjeregesj
Sjeregesj (Russisch: Шерегеш) is een nederzetting met stedelijk karakter in het gemeentelijke district Tasjtagolski in het zuiden van de Russische oblast Kemerovo in het Koezbassgebied in Zuid-Siberië. De plaats ligt aan de voet van de berg Moestag (met 1570 meter de hoogste berg van de Bergachtige Sjor) en is vernoemd naar de gebroeders Sjergesjov, die er in de jaren 30 de eerste mijn openden. De bevolking steeg tussen 1989 en 2002 van 9.553 naar 10.371 inwoners. In het dorp wonen veel Sjoren.

## Economie en transport
De plaats heeft sinds 1952 een ijzerertsmijn, die onderdeel vormt van Evrazroeda (Evrazgroep) en levert aan de metallurgische kombinaten van Novokoeznetsk. Meer recentelijk raakte de plaats in trek als wintersportgebied, toen op de berg Moestag een skigebied werd gevestigd met aan de voet ruim 30 hotels. Het skiseizoen loopt van november tot mei.
De plaats is verbonden met Tasjtagol door een autoweg.

## Bestuur
Onder de plaats vallen bestuurlijk gezien ook de dorpen Blizjni Kezel, Dalni Kezel, Oest-Anzas, Paroesjka, Soejeta, Sredni Tsjilej, Tajenza, en Tsjazy-Voek, Verchni Anzas, Viktorjevka en Za-Mrassoe.
Op ongeveer 3 kilometer van de plaats ligt een gevangenkolonie met strikt regime, waarvan de gevangenen actief zijn in de bosbouw.

Sjeregesj gezien vanaf de Zeljonajaberg